# Majuelos
Majuelos es un despoblado español del municipio de Saelices el Chico, perteneciente a la provincia de Salamanca, en la comunidad autónoma de Castilla y León.

## Historia
Hacia mediados del siglo XIX, el lugar era referido como una alquería ya por entonces perteneciente a Saelices el Chico. Aparece descrito en el undécimo volumen del Diccionario geográfico-estadístico-histórico de España y sus posesiones de Ultramar de Pascual Madoz con las siguientes palabras:

MAJUELOS: alq. en la prov. de Salamanca, part. jud. de Ciudad Rodrigo, térm. jurisd. de Saelices el Chico. Su terreno en parte es llano y en parte montuoso, poblado de encinas y pastos que aprovecha el ganado vacuno, cabrío y de cerda. Pasa por esta alq. el camino que va de Ciudad Rodrigo á San Felices.
(Madoz, 1848, p. 31)

En 2023, la entidad singular de población no tenía empadronado ningún habitante.